# Південний (житловий масив, Запоріжжя)
Півде́нний — житловий масив у південній частині міста Запоріжжя в Комунарському районі.

## Історія
Житловий масив складається з п'яти мікрорайонів, забудований переважно дев'ятиповерховими панельними будинками (В основному серія 1-480А), а також поодинокими цегляними будинками (до 16-ти поверхів).

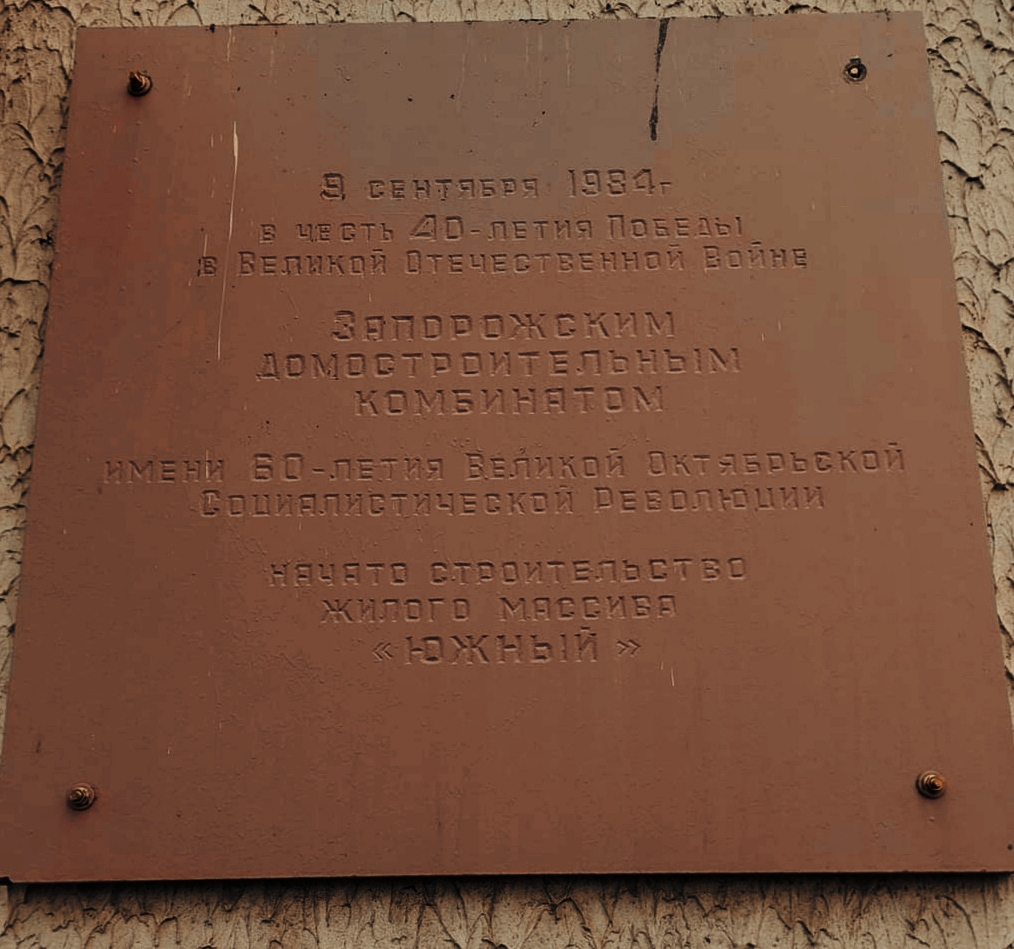
Пам'ятна дошка на будинку по проспекту Героїв Національної гвардії України, 11

Будівництво мікрорайону розпочато 9 вересня 1984 року. Оскільки територія знаходиться на намивному піску, то в народі житломасив отримав назву Піски.
На початку березня 2024 року запорізький суд ухвалив рішення, відповідно з яким міська влада мала організувати роботу щодо завершення будівництва незавершених будинків у Південному житломасиві. У травні 2024 року Запорізька міська рада  створила робочу групу, до складу якої увійшов екснардеп Петро Сабашук, підозрюваного у виведенні 55 млн гривень, які він отримав для будівництва саме цих будинків у житловому масиві «Південний» (ЖК «Козак-Сіті» (вул. Нагнибіди, буд. № 76, 77, 78, 79) та ЖК «Моноліт» (вулиці Володимира Українця, буд. № 76), що виступав у ІБК «Рассвет»).

## Вулиці
- Автозаводська;
- Водограйна
- Нагнибіди;
- Володимира Українця;
- Стешенка;
- проспект Героїв Національної гвардії України.

## Рекреація
До західного кордону житлового масиву примикає лісопарк, який огинає Веслувальний канал, біля якого збереглася невелика ділянка заплавного лісу. Більшу частину незаболоченої території займають насадження тополі чорної, дуба звичайного, в'яза, шовковиці чорної, верби ламкою. У другому ярусі переважає поросль клена ясенелистого, в'яза гладкого. Підлісок розвинений слабо і представлений глодом, маслинкою вузьколистою, бруслиною європейською, амфорою чагарниковою. Трав'яний покрив розвинений добре. Тут розташовуються бази відпочинку і профілакторії. Територія зазнає сильного рекреаційного навантаження.
На Веслувальному каналі відбувалися тренування спортсменів з академічного веслування та змагання Запорізької обласної федерації веслувального спорту.
За Веслувальним каналом через вузьку смугу суходолу тече річка Дніпро. Навколо каналу пролягає дитяча залізниця, яка тимчасово не діє з 2022 року. Щороку воду каналу та прибережну частину Дніпра санітарно-епідеміологічна станція визнає непридатною до купання.
Відпочинок на базі відпочинку «Хвиля» на Дніпрі оцінюється досить низько. Незважаючи на занедбаність, Гребний канал користується великим попитом і служить як пляж, місцем для риболовлі або відпочинку.
На шляху до пляжу «Острівець» привертає увагу легендарний теплоход «Піцунда», який свого часу став «актором» культового радянського кінофільму «Пірати XX століття» (1979). Колись потужне судно нині ржавіє біля берега, але досі зберігає впізнаваємий силует з кінофільму. Наразі корпус у плямах іржі, фарба — облуплена, але корабель лишається символом минулої слави й цікавинкою для поціновувачів історії.

## Освіта
На території житлового масиву розташовані 4 дитячих садків. Дитячий сад № 285 «Посмішка» було зачинено у 2002 році. Завдяки реконструкції дитячого дошкільного закладу збільшено до 250 додаткових місць, раніше планувалася реконструкція ще у 2010 року, але фактично розпочалася лише у травні 2012 року, а закінчилася у жовтні 2015 року.
На території Південного мікрорайону розташовані чотири загальноосвітньої школи:
- Гімназія № 97.
- Навчально-виховний комплекс естетичного профілю № 103.
- Гімназія № 107.
- Загальноосвітній багатопрофільний спортивно-лікувальний комплекс № 110..

Діє дитяча бібліотека-філія № 17 «Еврика» (вул. Володимира Українця, 4). У 2010 році у бібліотеці відкрився інформаційний бібліотечний центр в рамках міжнародного проєкту грантів «Бібліоміст».

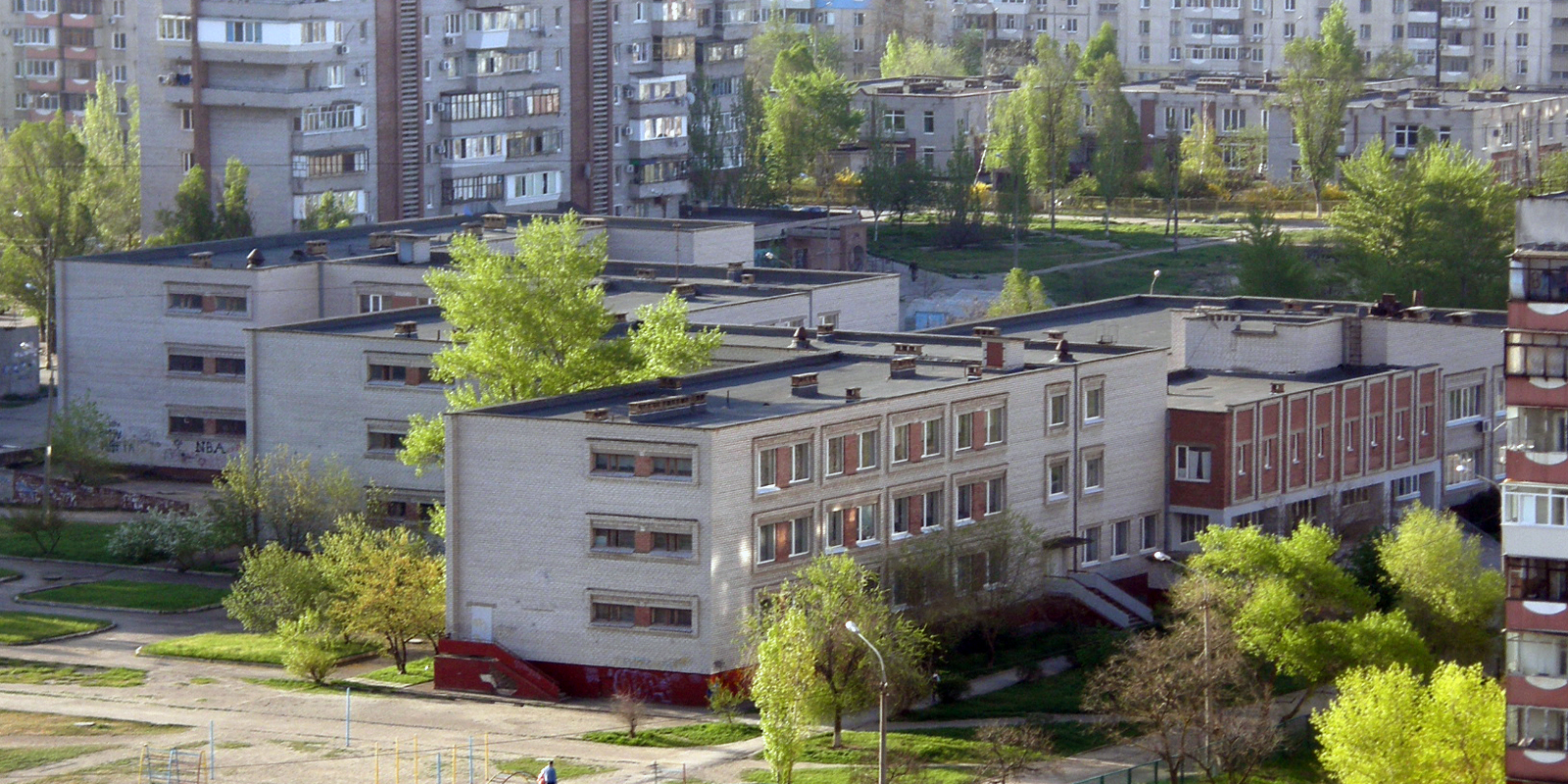
Школа № 97
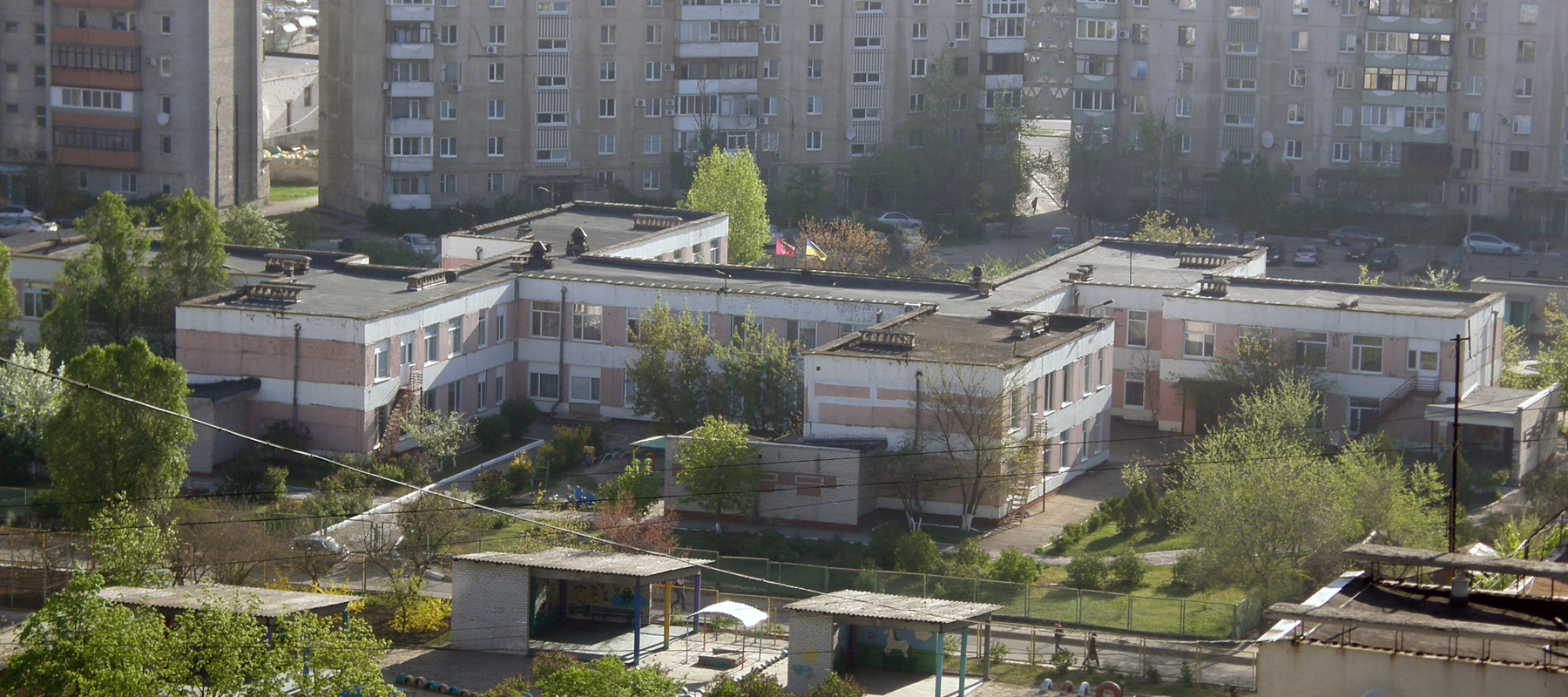
Дитячий садок № 293

10 травня 2024 року, о 14:00, у Південному мікрорайоні відбулося офіційне відкриття сімейної бібліотеки (вул. Володимира Українця, 4). Реконструкція цієї бібліотеки була завершена ще у грудні 2021 року, проте відкриття декілька разів відкладалося, а після початку повномасштабної російсько-української війни й зовсім було перенесено на невизначений термін. За повідомленням міської влади, це вже 12-та оновлена бібліотека в місті за останні роки. В приміщенні бібліотеки також розміщується художня школа.
27 грудня 2024 року завершено будівництво другої за рахунком підземної школи в Запоріжжі, на базі гімназії № 107. Будівельні роботи виконувала мелітопольська компанія «Мелсіті». Під час будівництва цього об'єкту ЗМІ повідомляли про незрозумілий графік робіт, а також про здорожчання вартості будівництва, через те, що будівельники з'ясували, що роботи відбувалися на піску і треба було робити додаткові укріплення. Крім того, запорізькі журналісти розслідувачі повідомляли, що на будівництві підземної школи було переплачено щонайменше 9,5 млн гривень. Навчальний простір побудований з урахуванням усіх стандартів безпеки та комфорту. Потрапити до укриття є можливість безпосередньо зі звичайної школи через тунель.

## Релігія
Напроти школи № 97 розташований Свято-Єлизаветинський храм Української православної церкви Московського патріархату (настоятель протоієрей Михайло Іванісов), по вул. Вололимира Українця, 5 — храм Святого рівноапостольного князя Володимира ПЦУ (настоятель Юрій Сокальский), біля гімназії № 107 — молитовний будинок євангельських християн-баптистів (пресвітер Маховіч С. О.).

## Інфраструктура

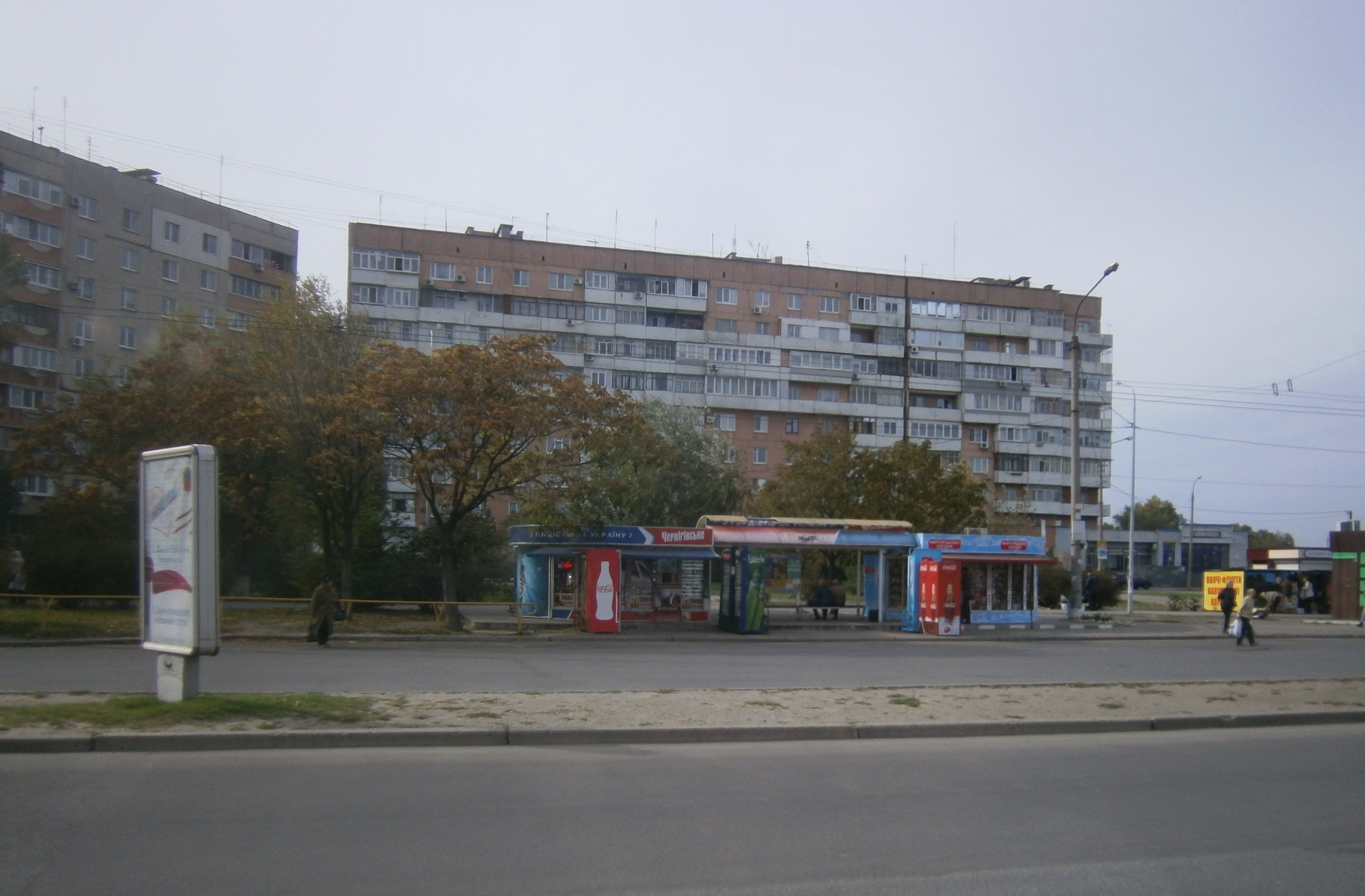
Вулиця Володимира Українця

При в'їзді до житлового масиву розташоване відділення зв'язку № 69118 «Укрпошти». Також діють поштові відділення 69003 (вул. Володимира Українця,12) та відкрите 12 вересня 2019 року нове поштове відділення 69015 (вул. Володимира Українця, 53).

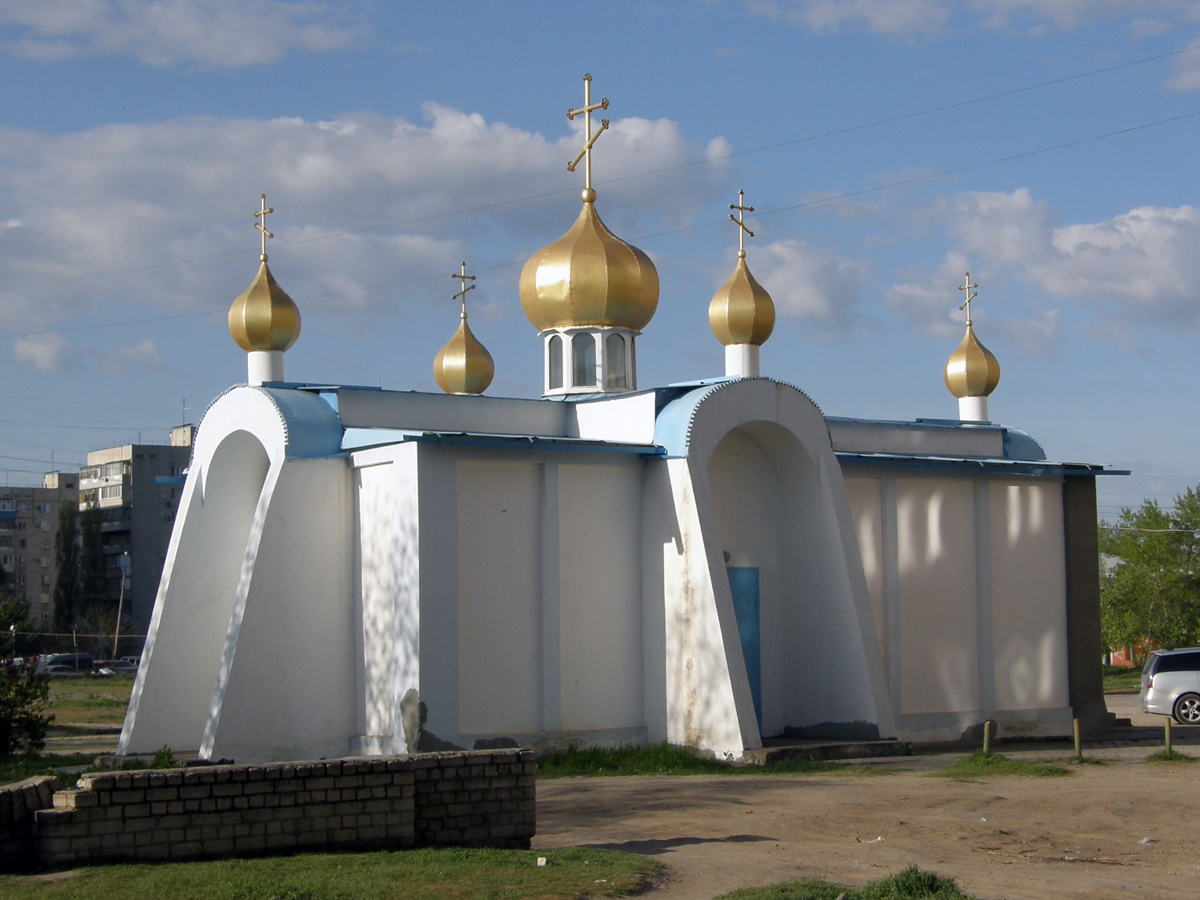
Свято-Єлисаветинський храм

Торгівля забезпечується сьома супермаркетами (чотири — торговельної мережі «АТБ-Маркет», один — мережі «Сільпо» в будівлі колишнього ТЦ «Амстор» й один — мережі «Апельмон» (закритий у 2025 році, до 2019 року на цьому місці — «Брусничка»)), ринком, багатьма дрібними продуктовими магазинами, кіосками. На території мікрорайону працюють меблевий та комп'ютерний магазини. До 31 грудня 2014 року діяв гіпермаркет «Амстор», який припинив роботу після рейдерського захвату мережі. Наприкінці 2016 року замість супермаркету торговельної  мережі «Сільпо» на проспекті Героїв Національної гвардії України відкрито перший супермаркет в мікрорайоні мережі «Thrash!», що входить до складу «Fozzy Group», а з 8 лютого 2017 року по вулиці Володимира Українця, 20 відкритий другий супермаркет мережі «Thrash!».
Діють філіали банків: «Ощадбанк» (філія № 100077/0194), «ПриватБанк» (2 відділення), «UniCredit», А-Банк, ПУМБ.
На 1-му Південному мікрорайоні розташований один з найбільших нічних клубів м. Запоріжжя «Сахара» (площа — 2000 м², в минулому — магазин «Універсам»). До недавнього часу був найбільшим клубом міста Запоріжжя. Спортивно-розважальний центр було відкрито 1999 року (з 2017 року припинив роботу). На території центру розташовані: танцювальний клуб на 400 місць, більярдний зал на 8 столів, ресторан у східному стилі на 50 місць, два спортивних зали, сауна, тенісний корт та готель «Сфінкс» на 32 номери.
У 2011 році обласною СЕС відмічалося недостатній розвиток зелених зон мікрорайону.

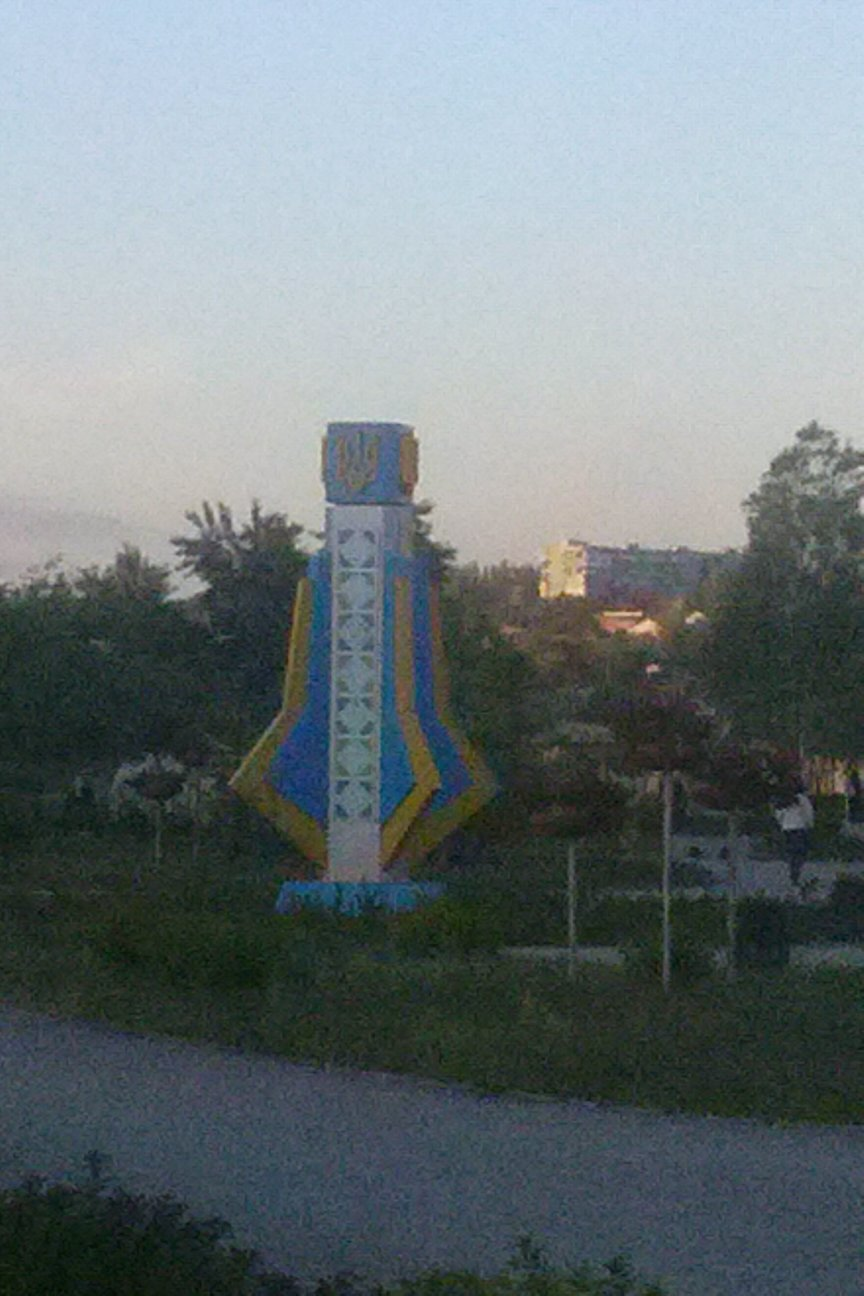
Стела в сквері «Південний»

По вулиці Автозаводській, 40 — 44 був закладений сквер «Південний» загальною площею 3,8 га.
У 2015 році в сквері до Дня Незалежності України відкрита стела, яка виконана з використанням державної символіки в кольорах національного прапора.
1 вересня 2021 року відкритий після реконструкції третій чорний «АТБ-Маркет» на вулиці Водограйній, 14-А (реконструкція тривала з 25 квітня 2021 року).
На північ від Південного мікрорайону розташована міська клінічна лікарня № 7 з поліклінікою, по вулиці Автозаводській — поліклінічне відділення дитячої клінічної лікарні № 1, декілька приватних стоматологічних клінік та декілька аптек.

## Когенераційна станція
У 2001 році почала працювати перша в Україні когенераційна станція, яка на базі існуючої котельні одночасно з теплом виробляла електроенергію і була покликана забезпечувати більш дешевої гарячою водою і електроенергією жителів Південного мікрорайону. Проєкт станції був розроблений і втілений в життя спільними зусиллями Інституту технічної теплофізики НАНУ, запорізьким ВАТ «Світанок» і ЗМКБ «Прогрес» при активній підтримці Запорізької ОДА та Державного комітету з енергозбереження.
Потужність станції з електрики — 2,5 МВт, по теплу — 16,4 Гкал/год. Під час установки використовувалася газотурбінна електростанція «ПАЕС-2500» та три котли КВ-Г-6,5-150, система глибокого охолодження продуктів згорання. Установка була змонтована на базі авіаційного двигуна АІ-20.
Очікувалося, що витрати палива на виробництво електроенергії на когенераційній станції буде в 1,5-2 рази нижче, ніж на звичайних теплових електростанціях; викид теплової енергії повинен був зменшитися до 20 %, шкідливих газів — до 10 разів. Станція припинила свою роботу.

## Вулиці житломасиву

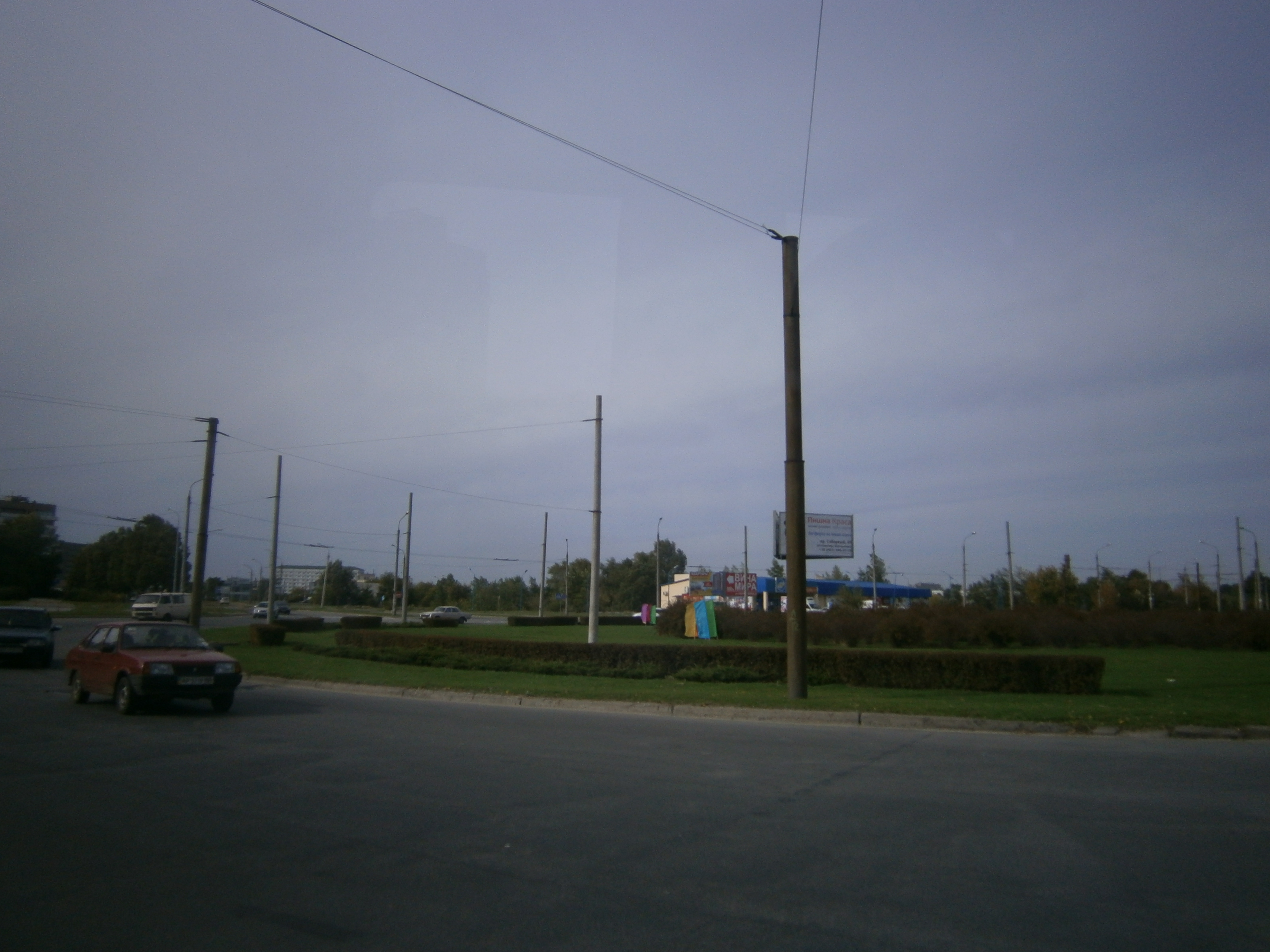
Вулиця Автозаводська

- Вулиця Автозаводська отримала свою назву 20 червня 1985 року на честь Запорізького автозаводу[39].
- Вулиця Водограйна отримала свою назву 19 лютого 2016 року[40].

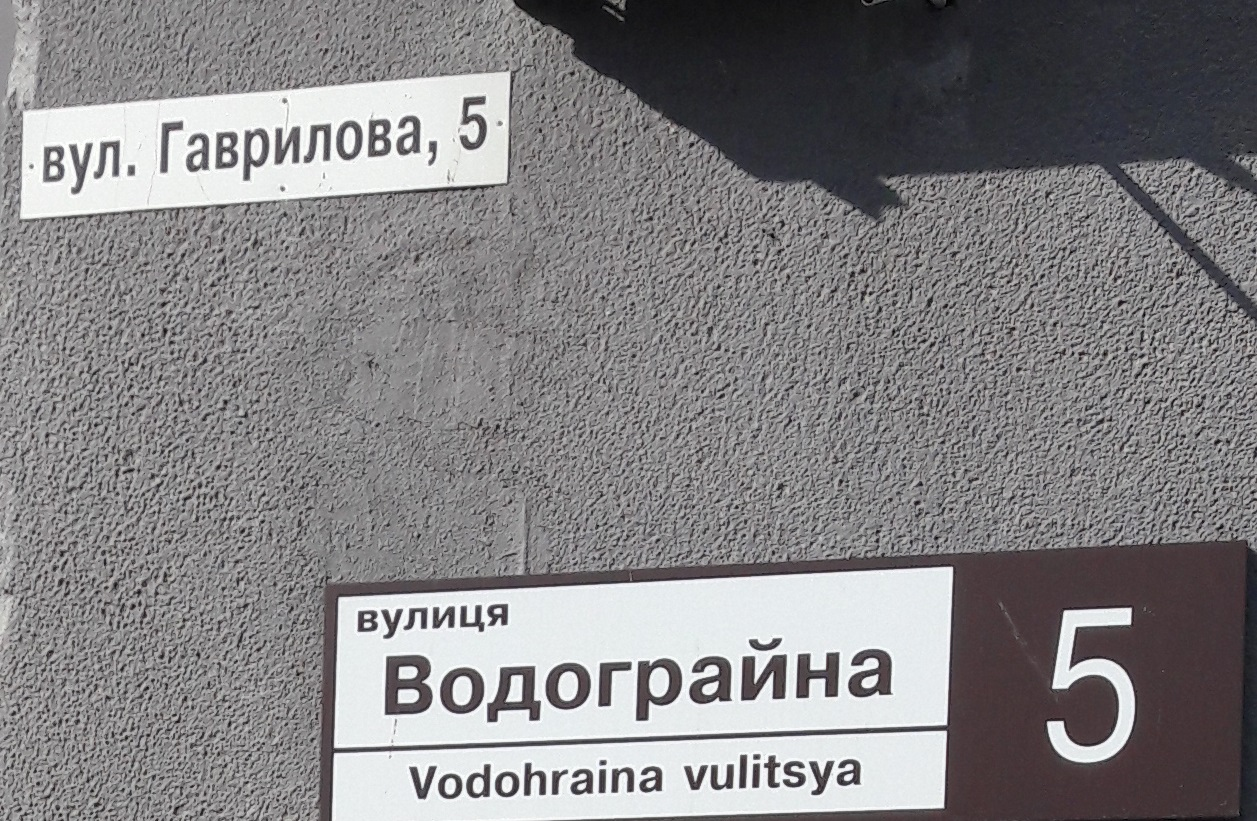
Покажчик на будинку по вул. Водограйна
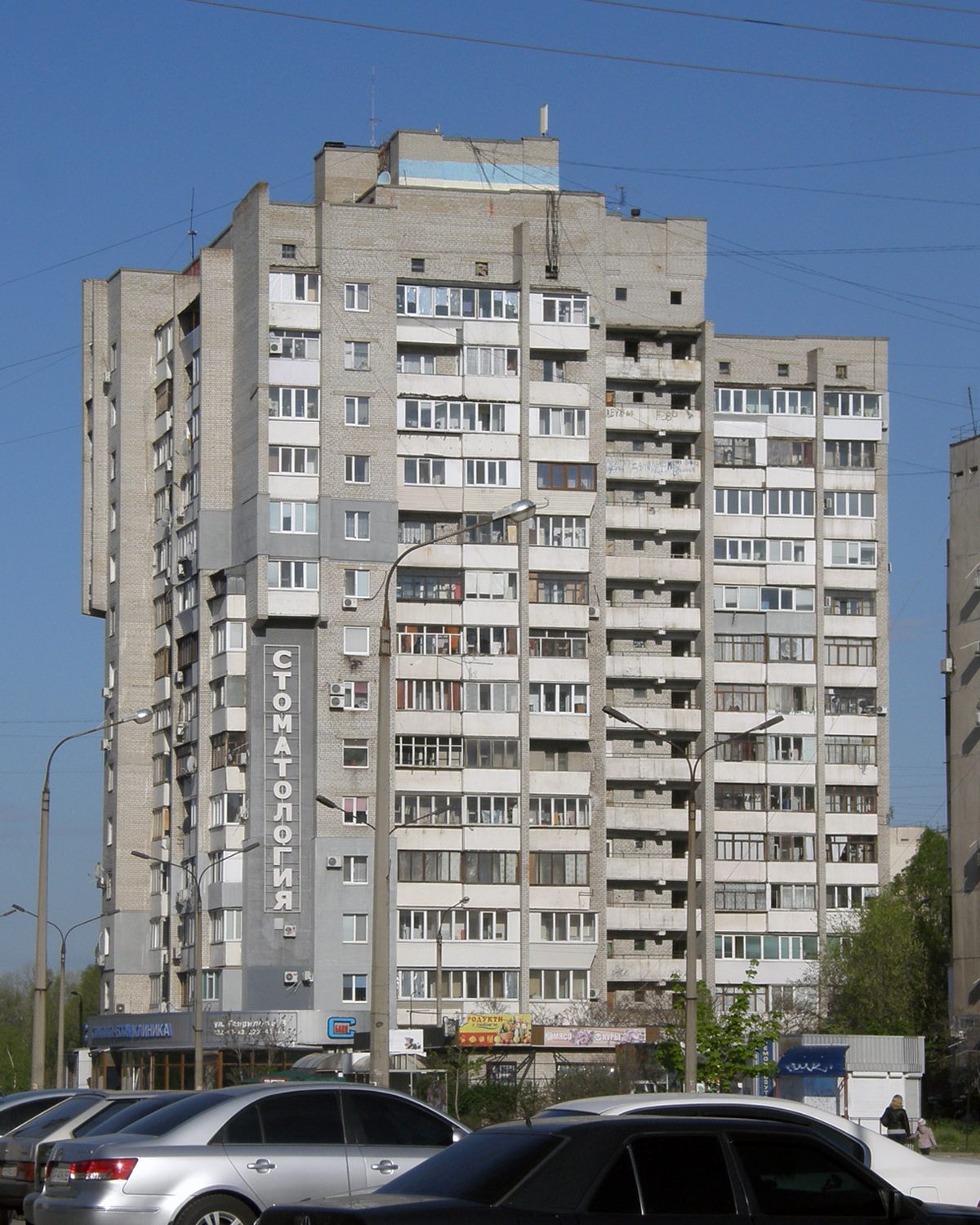
вул. Водограйна, 3 — будинок проєкту 124-87-151

З 23 березня 1989 року по 2016 рік мала назву вулиця Гаврилова на честь революціонера Івана Андрійовича Гаврилова (1866—1940). Іван Гаврилов перебував з 1913 року на підпільній роботі в місті Олександрівську, був головою Олександрівської профспілки будівельників (1917), головою Олександрівського підпільного парткому (1918), головою Олександрівського ревкому (1919), головою Запорізької ради профспілок (1922), наркомом державного комітету України.
- Вулиця Миколи Нагнибіди отримала свою назву 23 березня 1989 року на честь українського поета Миколи Нагнибіди (1917—1985). Уродженець с. Смирнове Пологівського району Запорізької області, безпосередній учасник будівництва ДніпроГЕСу і Запоріжжя. Лауреат Державних премій СРСР і УРСР. Друкуватися почав з 1930 року. Найвідоміші збірки поезій — «Дніпровська весна».
- Вулиця Володимира Українця — нова назва з 29 вересня 2023 року, у відповідності до статті 26 Закону України «Про місцеве самоврядування в Україні» з метою проведення політики очищення міського простору від топонімів, що звеличують, увіковічують або символізують РФ та республіку Білорусь, задля якнайшвидшого подолання наслідків російського імперського минулого і збереження національної культурної спадщини та історичної пам'яті  держави[42]. Вулиця названа на честь учасника російсько-української війни підполковника Володимира Українця (1972—2022), який загинув 29 листопада 2022 року під час проведення оперативно-бойового заходу в районі села Білогір'я Пологівського району Запорізької області, метою якого було виявлення особового складу, техніки та позицій противника. Підполковник Володимир Українець ефективно коригував артилерію ЗСУ по силам та засобам ворога, подавляючи вогневі точки та завдаючи цим втрат його живій силі. Під час масованого авіаіційного, артилерійського обстрілу та неодноразового прямого влучання в закриту позицію, з якої здійснювалося коригування Володимир Українець отримав поранення несумісні з життям, виконавши бойове завдання, захищаючи суверенітет та незалежність України[43][44]. Колишня назва вулиці Новокузнецької, яка отримала назву 26 травня 1988 року на честь дружби та співробітництва з містом-побратимом Запоріжжя — Новокузнецьком[45]. Відповідно у Новокузнецьку є вулиця Запорізька[46]. Через російське вторгнення в Україну побратимські зв'язки з країною-агресором припинені.

У червні 2022 року вулицю Новокузнецьку місцяни пропонували перейменувати на вулицю Степана Кравчуна — на честь колишнього генерального директора заводу «Запорізького автомобілебудівного заводу», людина яка почала будувати Південний мікрорайон. У 1988 році вулиця була названа на честь міста-побратима Запоріжжя — російського міста Новокузнецька у часи існування СРСР. Наразі ті часи минули та через російське вторгнення в Україну — незалежна держава не потребує символів минулої окупації та впливу.
- Вулиця Стешенка отримала свою назву 10 листопада 1992 року на честь Володимира Петровича Стешенко (1933—1991), головного конструктора ЗАЗ, якому він віддав більш 30 років свого життя. Володимир Стешенко — кандидат технічних наук, автор 50 винаходів, наукових робіт. Під його керівництвом розроблені автомобілі ЗАЗ-966, ЗАЗ-968, ЗАЗ-1102 «Таврія».
- Проспект Героїв Національної гвардії України — нова назва проспекту з 29 вересня 2023 року, у відповідності до статті 26 Закону України «Про місцеве самоврядування в Україні» з метою проведення політики очищення міського простору від топонімів, що звеличують, увіковічують або символізують Російську Федерацію та республіку Білорусь, задля якнайшвидшого подолання наслідків російського імперського минулого і збереження національної культурної спадщини та історичної пам'яті  держави[48]. Колишню назву проспект 40-річчя Перемоги отримав 26 травня 1988 року[49].

## Транспорт

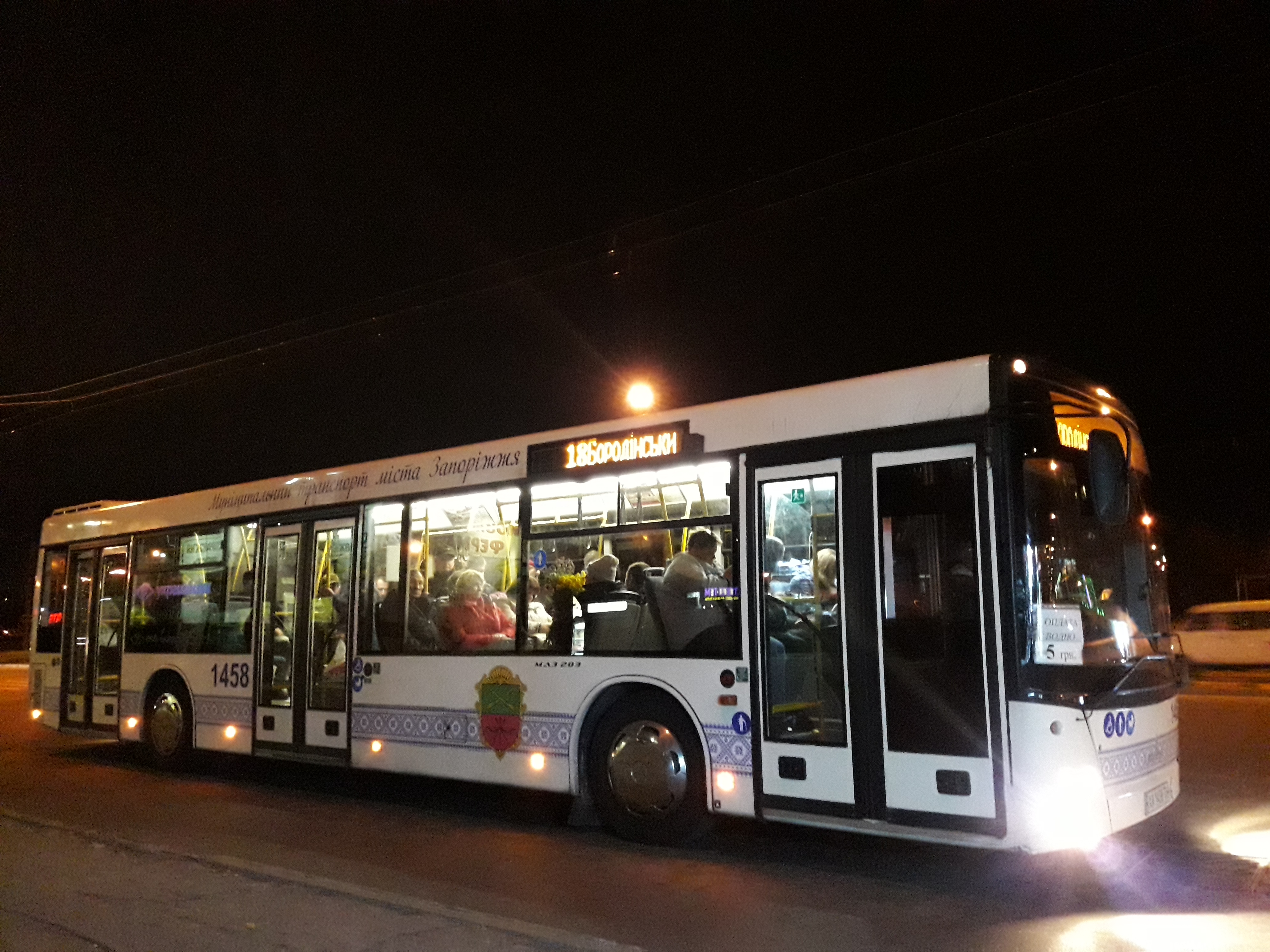
Муніципальний автобус МАЗ 203 на маршруті № 18 (зупинка «Вулиця Автозаводська»)

На Південний мікрорайон є можливість дістатися:
- тролейбусом № 3;
- автобусами та маршрутними таксі № 17, 18, 20, 27, 29, 37, 42, 61, 62, 67, 74, 75, 81, 84, 88, 98, 99, 201, 202, 384.

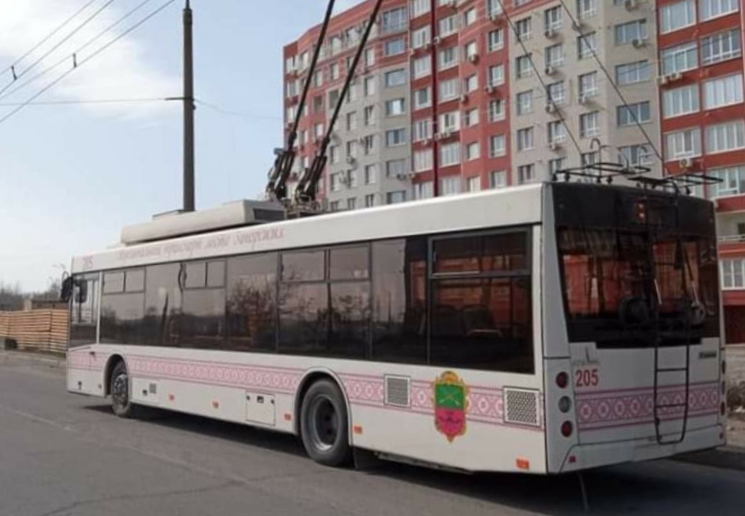
Тролейбус Дніпро Т203 на кінцевій зупинці «4-й Південний мікрорайон»

У 2001 році побудована тролейбусна лінія від залізничного вокзалу Запоріжжя I до 4-го Південного мікрорайону. Відкриття відбулося у два етапи:

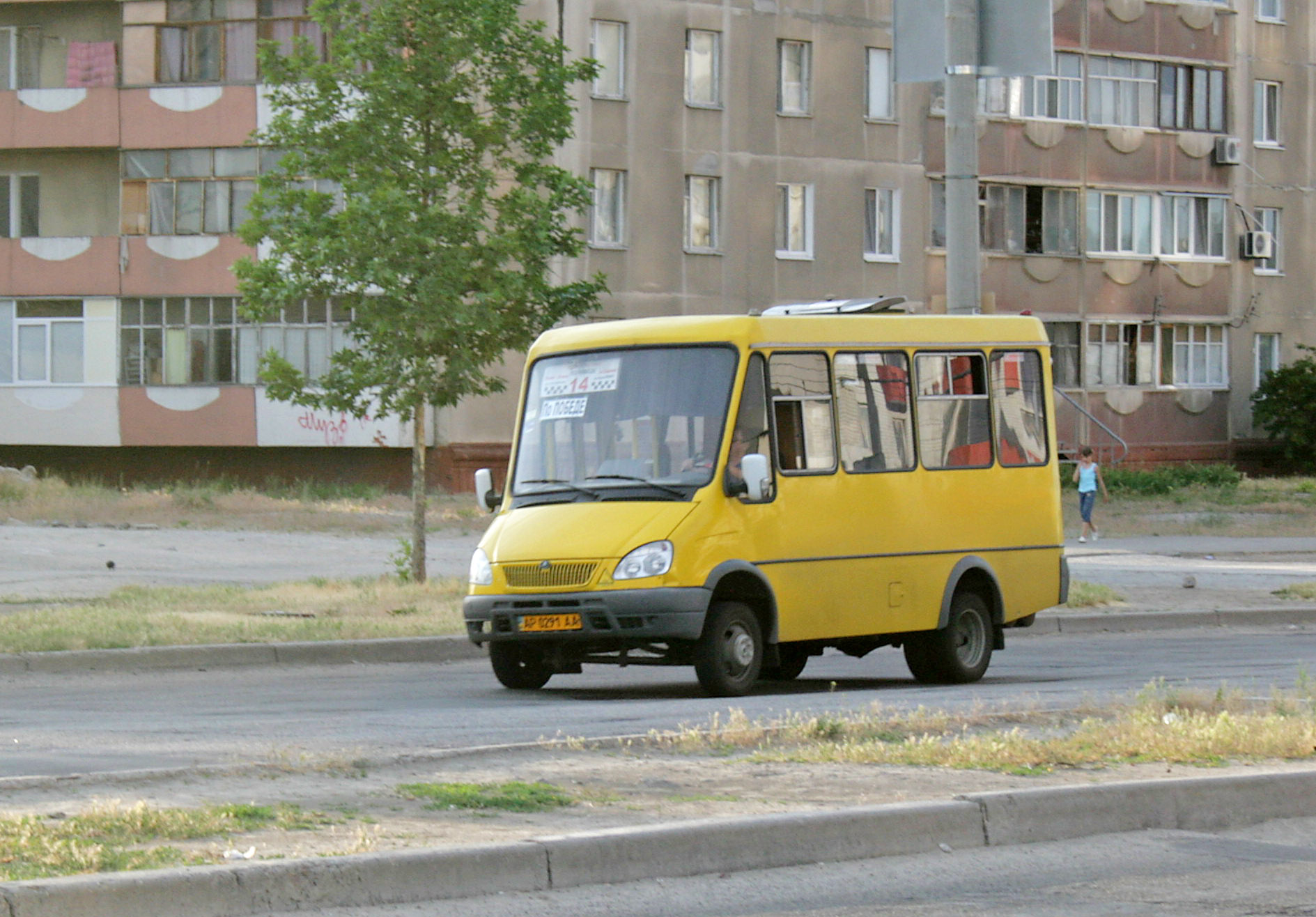
БАЗ-2215 «Дельфін» на колишньому маршруті № 14 по вул. Володимира Українця

- 24 серпня до Дня Незалежності України відкрито першу чергу від залізничного вокзалу до кільця на перехресті вулиць Автозаводської та Новокузнецької[51];
- 6 жовтня до Дня міста відкрито другу чергу[52].

У середині 2000-х років побудований шляхопровід, що сполучив Прибережну автомагістраль з вулицями Автозаводською та Радгоспною (нині — вулиця Олександра Говорухи).

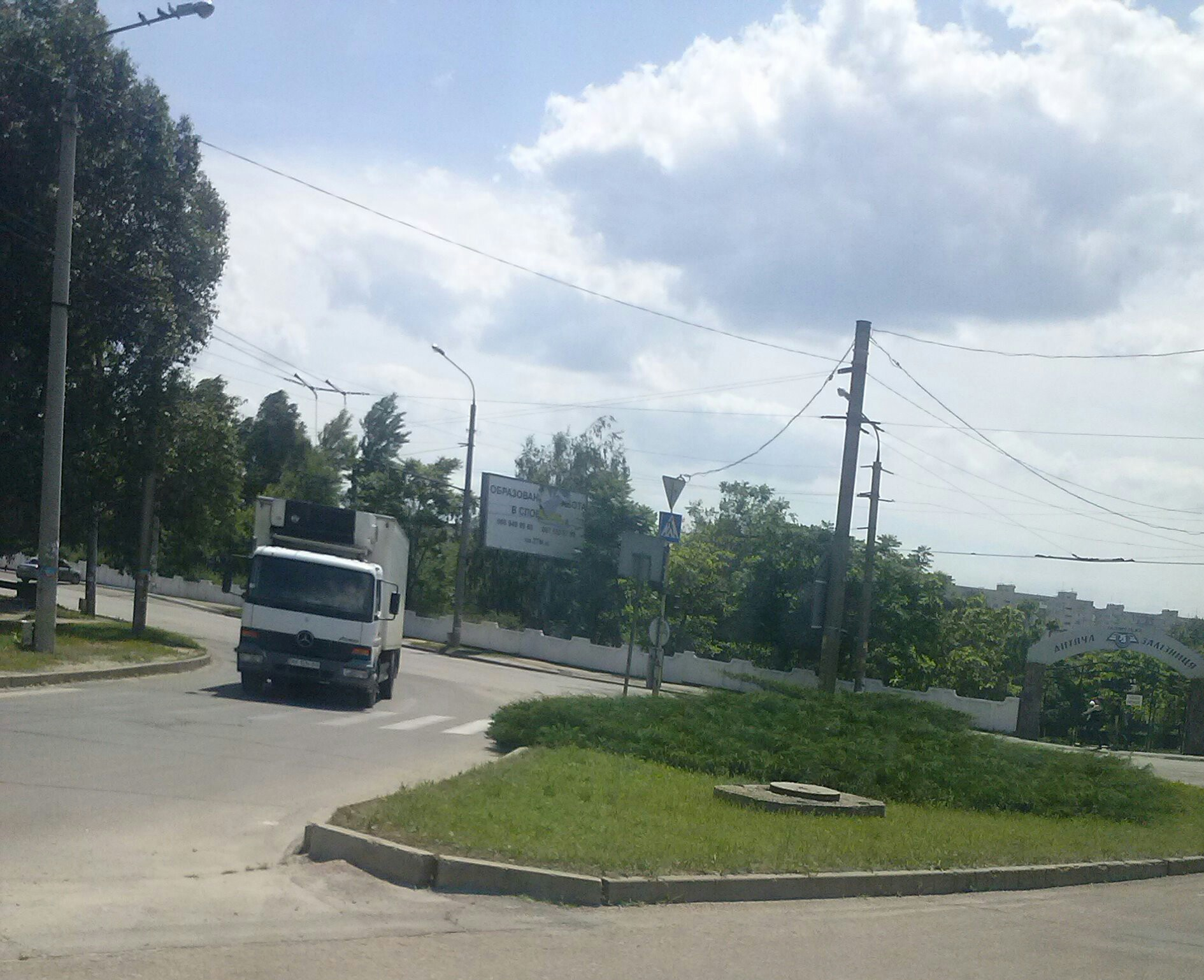
Перехрестя вулиць Володимира Українця та Привокзальної біля Запорізької дитячої залізниці

10 квітня 2024 року, відповідно з рішенням Запорізького виконкому № 113 у Південному житловому масиві перейменувані зупинки міського пасажирського транспорту: «вулиця Новокузнецька» на «вулицю Володимира Українця», «проспект 40-річчя Перемоги» на «3-й Південний мікрорайон».
На території житлового масиву є дві АЗС компанії «Укрнафта» та компаній «Авіас плюс».